# Parc Nacional de Capitol Reef

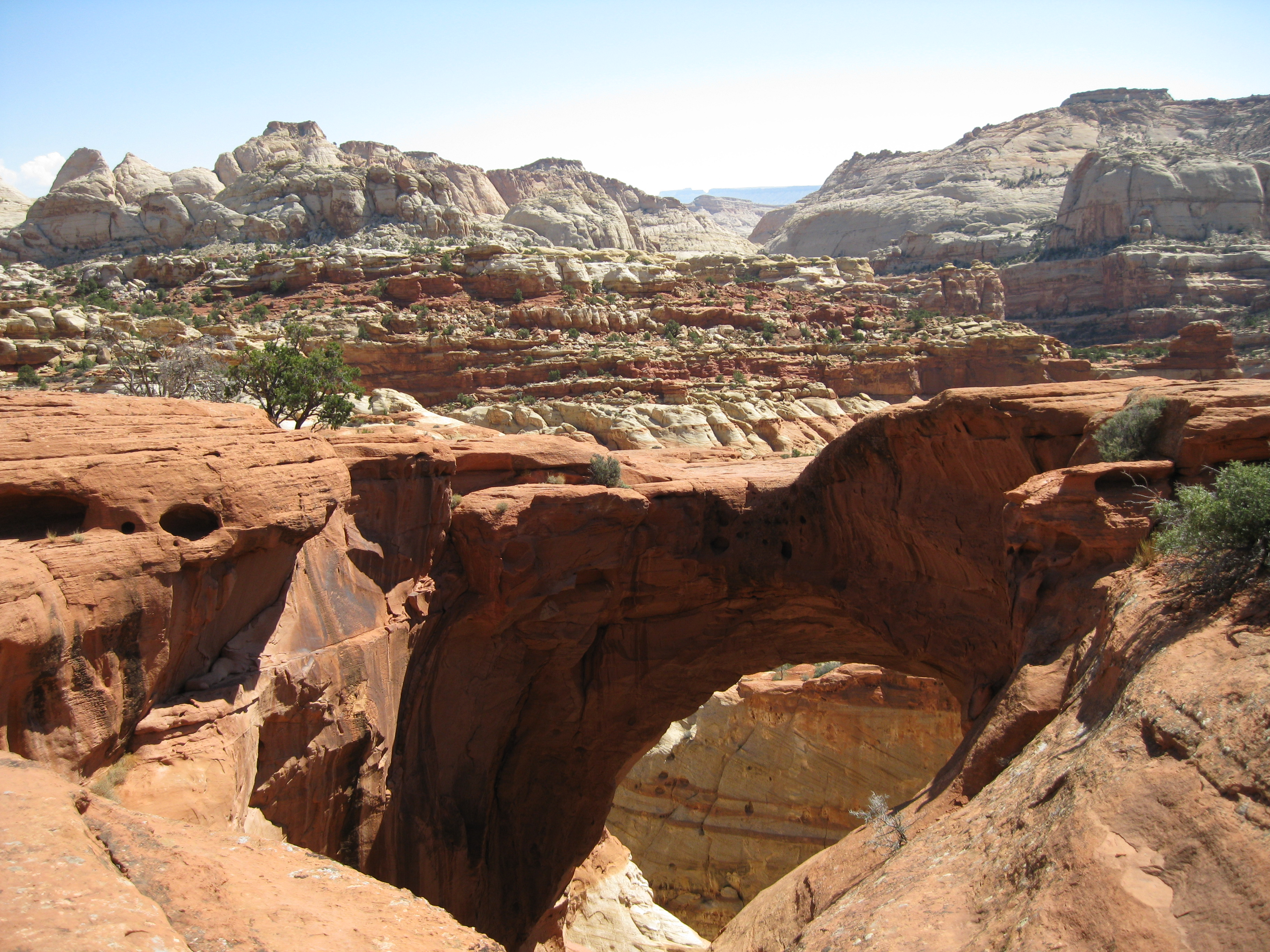
Cassidy Arch, al Parc Nacional de Capitol Reef

El Parc Nacional de Capitol Reef (en anglès: Capitol Reef National Park) és un parc nacional dels Estats Units situat al centre-sud de Utah. Fa uns 160 quilòmetres de llarg, però és bastant estret. El parc, creat el 1971, protegeix 979 quilòmetres quadrats. Està obert tot l'any, tot i que els mesos del maig al setembre són els més populars.
Cap a l'any 1920, dos promotors, Ephraim P. Pectol i Joseph S. Hickman, van anomenar la zona "Wayne Wonderland." Avui el Parc Nacional de Capitol Reef protegeix canyons, crestes, buttes i monòlits de colors diversos i exuberants. S'abraça dins del parc 120 quilòmetres de l'anomenat Waterpocket Fold, que és una columna robusta de terra alçada que s'estén des de la Muntanya Thousand Lake fins al llac Powell. Capitol Reef és el nom d'un segment del Waterpocket Fold especialment escabrós i espectacular a prop del riu Fremont.
L'àrea va ser anomenada així per una fila de cúpules i penya-segats blancs de gres, cada un dels quals sembla una mica al Capitoli (Capitol) dels Estats Units, que es troben al Waterpocket Fold des del riu Fremont fins a Pleasant Creek. Reef (és a dir, escull) és una paraula local que refereix a qualsevol barrera rocosa. L'accés fàcil a la zona va començar el 1962 amb la construcció de la Ruta Estatal 24 a través del canyó del riu Fremont.

## Geografia
El Parc Nacional Capitol Reef abasta Waterpocket Fold, un ordit de l'escorça terrestre que té entre 50 i 75 milions d'anys. A Waterpocket Fold, les capes noves i velles es van doblegar les unes amb les altres en forma d'una S. Aquest ordit probablement va ser causat pel mateix xoc de les plaques continentals que va crear les muntanyes Rocoses, que llavors s'ha degradat i erosionat durant milers d'anys fins que s'exposen les capes de roques i fòssils. El parc és ple de penya-segats de gres de colors intensius, brillants cúpules blanques, i capes contrastants de pedra i terra.
Waterfold Fold constitueix una barrera del nord al sud, que encara les carreteres gairebé no han trencat. Els primers habitants europeus van anomenar les crestes paral·leles i intransitables "esculls," d'on el parc rep la segona meitat del seu nom. La primera carretera pavimentada a través de la zona es va construir el 1962. Tot i que avui la Ruta Estatal 24 travessa el parc cap a l'est i l'oest entre el Parc Nacional Canyonlands i el Parc
Nacional Bryce Canyon, hi ha pocs altres camins pavimentats que envaeixen el paisatge agrest.
Tot i que el riu Fremont ha retallat els canyons a través de seccions de Waterpocket Fold, la major part del parc és àrid i desèrtic. Una carretera panoràmica mostra als visitants del parc alguns dels aspectes més destacats, però s'acaba només a pocs quilòmetres de la carretera principal. Hi ha centenars de quilòmetres de senders i camins de terra que condueixen els més aventurers a zones remotes igualment escèniques.

## Elsamerindisi elsmormons
Els amerindis de la cultura fremont vivien a prop del riu Fremont al nord del Waterpocket Fold cap a l'any 1000. Regaven els seus cultius de llenties, blat de moro i carbassa i emmagatzemaven el gra als graners de pedra (en part, utilitzant les roques de basalt negre
que es troben a la zona). Al segle xii, totes les cultures nadiues d'aquesta zona van experimentar un canvi sobtat, probablement a causa d'una sequera llarga. Els assentaments dels Fremont i els seus camps es van abandonar.
Molts anys després de la cultura fremont, els paiute van traslladar a la zona. Aquestes persones, de llengua numic, van anomenar els graners fremont "barraques dels moki" i pensaven que eren les cases d'una raça de gent petita que es deia moki.
El 1872 Alan H. Thompson, agrimensor de l'expedició del Comandant John Wesley Powell de l'Exèrcit dels Estats Units, va creuar Waterpocket Fold mentre explorava la zona. El geòleg Clarence Edward Dutton llavors va passar diversos estius estudiant la geologia de la
zona. Cap d'aquestes expedicions va explorar el Waterpocket Fold de forma important. Era, com és ara, increïblement escabrós i imponent.
Després de la Guerra Civil dels Estats Units, els funcionaris de l'Església de Jesucrist dels Sants dels Últims Dies a Salt Lake City va tractar d'establir "missions" als nínxols més remots de la zona de les muntanyes Rocoses. El 1866, una expedició quasi-militar dels mormons a la recerca d'“indis rondaires” va penetrar a les valls altes cap a l'oest. Cap a l'any 1870, els colons van entrar a aquestes valls, i van establir els poblets de Lloa, Frement, Lyman, Bicknell i Torrey.
Els mormons es van traslladar a la vall del riu Fremont cap a l'any 1880 i va establir Junction (més tard reanomenat Fruita), Caineville i Aldridge. Fruita va prosperar, Caineville amb prou feines va sobreviure i es va abandonar Aldridge. A més de l'agricultura, s'extreia la pedra calcària local i l'urani es començava a extreure a principis del segle xx. El 1904, es va fer la primera denúncia d'una mina d'urani a la zona. Com una conseqüència, les Mines Oyler a Grand Wash van començar a produir mena d'urani.
El 1920 la feina era dura però la vida a Fruita era bona. No més de deu famílies en un moment podien ser sostingudes per la fèrtil plana fluvial del riu Fremont. Els terrenys van canviar de propietari al pas dels anys, però la zona es va quedar aïllada. La comunitat va ser abandonada més tard. Llavors el Servei de Parcs Nacionals van restaurar alguns edificis. Els forns utilitzats abans per produir la calç encara es poden veure a Sulphur Creek i a prop dels campaments de Scenic Drive.

## Els primers esforços de protecció
El 1921 Ephraim Portman Pectol del comtat de Wayne (Utah) va organitzar un "club de suport" a Torrey. El Pectol va prendre una campanya de promoció, proveient històries i articles per a revistes i diaris. Amb els seus esforços, va comptar amb l'ajuda cada vegada més del seu cunyat, Joseph S. Hickman, el director del Wayne County High School. El 1924, l'Hickman va estendre la participació de la comunitat en l'esforç a tot el comtat mitjançant l'organització Wayne Wonderland Club. Aquest mateix any, l'Hickman va ser elegit a la legislatura de l'estat de Utah.
El 1933, el Pectol va ser elegit a la presidència del Club d'Educació Cívica Associada del Sud de Utah, successor del Wayne Wonderland Club. El club va recaptar
150.000,00 dòlars per fomentar l'interès d'un fotògraf de Salt Lake City en fer una sèrie de fotografies promocionals. Des de fa diversos anys, el
fotògraf J.E. Broaddus va viatjar i va fer conferències sobre "Wayne Wonderland."
El 1933, el Pectol va ser elegit a la legislatura estatal i gairebé immediatament es va posar en contacte amb el president Franklin D. Roosevelt i va demanar la creació del "Monument Nacional Wayne Wonderland" fora de les terres federals que abasta la major part de la zona de Capitol Reef. Les entitats federals van iniciar estudis de viabilitat i avaluació de límits potencials d'un una zona protegida. El Pectol va guiar les investigadors del govern en viatges nombrosos per lluir les meravelles del comtat de Wayne. Tanmateix cada vegada més visitants normals acompanyaven el Pectol en els seus viatges. Les conferències de Broaddus van tenir un efecte. El president Roosevelt va proclamar la creació del Monument Nacional de Capitol Reef el 2 d'agost de 1937. Amb aquesta proclamació, el president Roosevelt va reservar 152 quilòmetres quadrats de la zona de Capitol Reef. Va estendre a prop de tres quilòmetres al nord d'on és l'actual
Ruta Estatal 24 i 16 quilòmetres just al sud de la gorja Capitol. Els anys de la Gran Depressió van ser de vaques magres pel Servei dels Parcs Nacionals (NPS), la nova agència administradora. Els fons per a la gestió del Capitol Reef no existien. Seria molt temps abans de l'arribada dels primers guardaparcs (és a dir, guardaboscos o park rangers).

## L'administració del monument
L'administració del nou monument va ser col·locada sota el control del Parc Nacional de Zion. No obstant això, es va construir una cabanya pedregosa de guardaparcs i el pont Sulpher Creek. El Cos Civil de Conservació (CCC) i la Works Progress Administration
(WPA), projectes del New Deal, també van fer obres vials al monument. Charles Kelly, un historiador i un impressor, va conèixer els funcionaris del Zion.
Amb aquestes connexions, el Kelly es va oferir de voluntari per vigilar el Capitol Reef en nom del NPS. El 1943, es va nomenar oficialment "custodi sense salari." El Kelly va treballar de voluntari fins al 1950, quan el NPS li va oferir una col·locació oficial com al primer superintendent del monument.
Cap al 1950, el Kelly estava profundament preocupat per la decisió del NPS que el Monument Nacional de Capitol Reef sigui disponible per a la prospecció
d'urani, ja que el Servei dels Parcs Nacionals va accedir a les demandes de la Comissió d'Energia Atòmica dels Estats Units. Va considerar que la decisió va ser un error i destructiva al llarg termini de l'interès nacional. Al final va resultar que no hi havia mineral suficient com per ser digne de la mineria dins dels límits del monument.
No va ser fins al 1958 que el Kelly va tenir més ajuda permanent amb la protecció del monument quan es va transferir el Guardaparcs Grant Clark del Parc Nacional de Zion al Capitol Reef. L'any que el Clark va arribar, van arribar també 56.000 visitants al monument. Però el mateix any, es va jubilar el "Charlie" Kelly amb els seus molts anys d'experiència.
Durant els anys 1960 (sota el programa anomenat Missió 66), les àrees gestionades pel Servei del Parcs Nacionals a tot el país van rebre noves instal·lacions per satisfer la demanda d'un nombre de visitants cada vegada més. Al Capitol Reef, es va construir un campament de 53 llocs a Fruita, habitatges per al personal del monument, i un nou centre de visitants que es va obrir el 1966.
El nombre de visitants va apujar dramàticament després de la construcció de la Ruta Estatal 24 el 1962. La 24 és una carretera pavimentada i feta per a tots tipus de condicions climàtiques que travessa el canyó del riu Fremont a prop de Fruita, i que va reemplaçar l'estret camí de carros sovint emportat per la pluja i
localitzat a la gorja Capitol uns 16 quilòmetres al sud. L'antic camí des de llavors només ha estat obert al trànsit no motoritzat.
El 1967, 146.598 persones van visitar el monument i a poc a poc es va contractar més personal. També als anys 1960, el NPS va procedir amb la compra de diverses terres privades a Fruita Creek. Gairebé tota la propietat privada a la zona del Capitol Reef va passar a mans públiques d'una manera voluntària.
Els ecologistes van convèncer el president Lyndon B. Johnson a deixar de banda una enorme àrea de terres públiques el 1968, just abans de
deixar el càrrec. La proclamació presidencial número 3888 va posar 870 quilòmetres quadrats més a la zona del Capitol Reef sota el control del NPS. El 1970, el Monument Nacional de Capitol Reef va constar de 1.028 quilòmetres quadrats i es va estendre des de la Muntanya Thousand Lake fins al sud-est gairebé al riu Colorado. L'acció va ser molt controvertida a nivell local com que la dotació actual de personal del monument era insuficient per gestionar adequadament tota la terra addicional.

## Envers unparc nacional
L'ampliació del monument i la diversificació dels seus recursos escènics va plantejar aquesta qüestió: da de ser Capitol Reef un parc nacional en lloc d'un monument. Dos projectes de llei es van presentar al Congrés dels Estats Units.
Un projecte de llei de la Cambra de Representants dels Estats Units (HR 17152) presentat pel congressista de Utah, Laurence J. Burton, va delimitar un parc nacional de 728 quilòmetros quadrats i una àrea de recreació nacional adjacent de 194 quilómetros quadrats on els anomemats "usos múltiples" (incloent el pasturatge) podrien continuar indefinidament. Al Senat dels Estats Units, per la seva banda, el projecte de llei S. 531 que es va aprovar el juliol de 1970 va suposar només un parc nacional de 930 quilòmetres quadrats on s'eliminaria gradualmente el pasturatge durant un període de 25 anys.
El setembre de 1970, els funcionaris del Departament
de l'Interior van explicar en una sessió d'un subcomitè de la cambra baixa que preferien que es reservessin quasi 1.027 quilòmetres quadrats per un parc nacional.
També van recomanar que el període d'eliminar el pasturatge fos de deu anys en comptes de 25. No estaven a favor de la zona de recreació complementari.
No va ser fins a finals del 1971 que l'acció del Congrés es va completar. Un nou projecte de llei presentat al Senat va ser essencialment el mateix que l'any abans, excepte que va estipular uns 42 quilòmetres quadrats més de terres públiques pel parc. La Cambra de Representants va deixar de banda el concepte de l'àrea de recreació nacional. Ambdues cambres van aprovar una eliminació gradual del pasturatge durant un període de 25 anys. El projecte de llei, An Act to Establish the Capitol Reef National Park in the State of Utah (Una llei per establir el Parc Nacional de Capitol Reef a l'estat de Utah), va esdevenir la Llei Pública 92-207 quan el president Richard Nixon la va signar el 18 de desembre de 1971.

## Geologia
L'àrea que inclou el parc una vegada va ser la vora d'un mar poc profund antic que va envair la terra durant el període permià, creant la Formació Cutler. Només el gres (o pedra sorrenca) del membre més jove de la Formació Cutler, el White Rim (Bord Blanc) s'exposa al parc. El mar cada vegada més profund va deixar darrere dipòsits de carbonat que ara formen la pedra calcària de la Formació Kaibab Limestone (Pedra Calcària de Kaibab), la mateixa formació que voreja el Gran Canyó que queda al sud-oest.
Durant el període Triàsic, rierols van dipositar llim de color marró vermellós, que més tard va esdevenir la limolita de la Formació Moenkopi. L'aixecament i l'erosió van seguir. El conglomerat es va seguir pels troncs, la sorra, el fang i les cendres volcàniques transportades pel vent. Llavors va formar la Formació Chinle on es troba l'urani.
Els membres del Grup Glen Canyon (Canyó Glen) es van establir els mitjans als finals del període Triàsic en una època d'augment de l'aridesa. Inclouen:
- Wingate Sandstone (Gres Wingate): Dunes de sorra a la vora d'un mar antic.
- Formació Kayenta: Capes primes de sorra dipositades pels corrents de moviment lent als canals i a través de planes baixes.
- Navajo Sandstone (Gres Navajo): Enormes dunes de sorra fossilitzades d'un desert massiu del tipus Sàhara.[7]

El Grup San Rafael es forma per quatre formacions del període Triàsic, que són del major al menor: 
- Formació Carmel: Guix, sorra i llim calcari dipositats en un possible graben inundat periòdicament per l'aigua del mar.
- Entrada Sandstone (Gres Entrada): Gres de les illes de barrera i dels bancs de sorra en un medi ambient proper a la costa.
- Formació Curtis: Feta de conglomerats, gresos i esquistos
- Formació Summerville: Fang marró vermellós i sorra blanca dipositats en planes de marea.

Els corrents, un cop més, van dipositar el fang i la sorra als seus canals, als llits de llacs, i a les planes pantanoses, creant la Formació Morrison. A principis del període cretàci, sediments no marins similars es van dipositar i va esdevenir el gres Dakota. Finalment, la Via Marítima Cretàcina va abastar el Dakota, dipositant l'esquist Mancos. Només es troben petites restes del Grup Mesaverde, coronant unes poques mesas a la secció oriental del parc.
Quasi al final del període cretaci, un esdeveniment que s'anomena l'Orogènesi Laramide va compactar i elevar la regió, va formar les muntanyes Rocoses i va crear els monoclins tal com el Waterpocket Fold. Fa deu a quinze milions d'anys, tota la regió es va elevar molt més per la creació de l'altiplà del Colorado. Sorprenentment, aquest aixecament va ser molt equilibratat. L'activitat ígnia en forma del vulcanisme i la intrusió del sill i dic també es van esdevenir durant aquest temps.
El sistema del drenatge a la zona es va reorganitzar i es va accentuar, provocant l'erosió vertical més ràpida i de vegades canvis de rumb dels corrents. Un augment de la precipitació durant les glaciacions del període Plistocè va augmentar la taxa d'erosió.

## Visitant el parc
El poble més proper al Capitol Reef és Torrey (Utah) que es troba a 13 quilòmetres a l'oest del centre de visitants a la Ruta Estatal 24. Torrey és molt petit, però té diversos motels i restaurants. El parc compta amb un càmping gran, però sovint s'omple a la tarda durant els caps de setmana d'estiu. El Burr Trail Scenic Backway proporciona l'accés des de l'oest a través del Monument Nacional Grand Staircase-Escalante i el poble de Boulder (Utah). L'acampada al parc requereix un permís dels guardaparcs disponible al centre de visitants.
Les activitats al parc inclouen caminades, passejades a cavall i recorreguts en cotxe. El ciclisme de muntanya està prohibida al parc, però hi ha molts senders als afores del parc. El parc també inclou estructures històriques restaurades pel Servei de Parcs Nacionals.